# Koherensteori
En koherensteori om sanning säger att varje sann proposition beror på dess logiska sammanhållning med ett system av övertygelser som inte innehåller logiska motsägelser. Enligt koherensteorin består satsernas sanningsvillkor i andra satser.
Korrespondensteorin, däremot, säger att sanningsvillkoren för propositioner inte är propositioner, utan snarare objektiva egenskaper hos världen.